# Edwin Bennett Astwood
Edwin Bennett Astwood (Hamilton (Bermuda), 19 de dezembro de 1909 — 17 de fevereiro de 1976) foi um fisiologista e endocrinologista bermudense-estadunidense.
Suas pesquisas sobre o sistema endócrino levaram ao tratamento do hipertiroidismo. Foi eleito membro da Academia de Artes e Ciências dos Estados Unidos em 1949.